# Samsung Galaxy Note II
A Samsung Galaxy Note II egy androidos okostelefon/táblagép hibrid, melyet a Samsung 2012 augusztusában mutatott be. Több funkcióval és nagyobb képernyővel rendelkezik, mint elődje. 140,9 mm (5,55") képernyőátlójával a piac egyik legnagyobb okostelefonja.[forrás?] A telefonon Android 4.1.1-es szoftver fut, de kiadták rá a 4.1.2-es majd 2013 decemberében a 4.3-as szoftvert.

## Tulajdonságai
- Telefonkönyv db: dinamikus
- Magyar nyelvű menü: Van
- Készenléti idő: 890 óra
- Beszélgetési idő: 16 óra
- Kijelző pixel: 720p (1280*720)
- Színárnyalatok száma: 16m (24 bit) db
- GPRS: Van
- EDGE: Van
- Generáció: 4G
- MMS: Van
- Infraport: Nincs
- Extra szoftver: Dropbox melyhez 50 GB felhő tárhelyet kapunk 2 évig, Game Hub, Google+, Paper Artist, Play Áruház, Readers Hub, S jegyzet, S Suggest, S tervező, *S Voice, Samsung Apps, YouTube
- Videó felvétel: max. 1080p @ 30 fps